# Conostegia icosandra
Conostegia icosandra là một loài thực vật có hoa trong họ Mua. Loài này được (Sw. ex Wikstr.) Urb. mô tả khoa học đầu tiên năm 1921.